# گرند پریری
گرند پریری (به انگلیسی: Grande Prairie) شهری در ایالت آلبرتا واقع در کشور کانادا است که مساحت آن ۶۱٫۰۸ کیلومتر مربع است و جمعیت آن در سرشماری سال ۲۰۰۶ میلادی، ۴۷٬۰۷۶ نفر بوده‌است. تراکم جمعیتی گرند پریری، ۷۷۱ نفر در هر کیلومتر مربع است.